# Gamlarætt
Gamlarætt er en færgehavn på det sydvestlige Streymoy, lidt nord for Kirkjubøur på Færøerne. Den nye havn blev indviet samtidig med den nye havn på Hestur 27. november 1992. Havnen i Gamlarætt, der kostede 130 mill. kr. afkorter rutesejladsen mellem Sandoy og Streymoy med 5 sømil. Tidligere udgik ruten fra Tórshavn.
Det nationale trafikselskab Strandfaraskip Landsins, driver fra færgehavnen færgerute 60 til den mod vest beliggende ø Hestur og til Skopun på øen Sandoy. Fra Gamlarætt er der busforbindelse (rute 101) til Tórshavn.Den første færge fra den nye havn var Tróndur som blev indsat 1991. 2001 blev den afløst af færgen Teistin, der også betjener Hestur, men kun en gang om dagen, og to yderlige gange, når det er ønsket. Den BT 1.260 og KW 1400 - store færge har plads til 260 passagerer om sommeren 1. maj - 30. september, og 164 passagerer om vinteren 1. oktober - 30. april, og 33 biler.
Under havnebyggeriet i 1989 omkom en mand, da skibet "Siri" fra Højgaard & Schultz den 17. august kæntrede ud for Hestur. Skibet var lastet med store basaltblokke fra Gamlarætt, der skulle bruges til udvidelsen af havnen på Hestur.